# Liste des monuments historiques de l'arrondissement de Libourne

Localisation de l'arrondissement de Libourne en Gironde.

Cet article recense les monuments historiques de l'arrondissement de Libourne, dans le département de la Gironde, en France.

## Statistiques
L'arrondissement de Libourne, dans le nord-est de la Gironde, concentre 151 édifices protégés au titre des monuments historiques (16 % du total du département).
- Haut – A
- B
- C
- D
- E
- F
- G
- H
- I
- J
- K
- L
- M
- N
- O
- P
- Q
- R
- S
- T
- U
- V
- W
- X
- Y
- Z

## Liste
Pour limiter la taille de cette liste, la commune de Saint-Émilion est traitée à part, dans la liste des monuments historiques de Saint-Émilion.
| Monument                                             | Commune                                     | Adresse                                               | Coordonnées                                           | Notice                                                | Protection                                            | Date                                                  | Illustration |
| ---------------------------------------------------- | ------------------------------------------- | ----------------------------------------------------- | ----------------------------------------------------- | ----------------------------------------------------- | ----------------------------------------------------- | ----------------------------------------------------- | --- |
| Château d'Abzac                                      | Abzac                                       |                                                       | 45° 01′ 01″ nord, 0° 07′ 28″ ouest                    | « PA00083105 »                                        | Classé                                                | 2013                                                  | Image manquante Téléverser |
| Église Saint-Pierre d'Abzac                          | Abzac                                       |                                                       | 45° 01′ 03″ nord, 0° 07′ 37″ ouest                    | « PA00083104 »                                        | Inscrit                                               | 2011                                                  | Église Saint-Pierre d'Abzac |
| Manufacture d'Abzac                                  | Abzac                                       |                                                       | 45° 01′ 05″ nord, 0° 07′ 28″ ouest                    | « PA00083106 »                                        | Inscrit                                               | 1980                                                  | Manufacture d'Abzac |
| Abbaye de Faize                                      | Artigues-de-Lussac (Les)                    |                                                       | 44° 58′ 07″ nord, 0° 07′ 39″ ouest                    | « PA00083115 »                                        | Inscrit                                               | 1974                                                  | Image manquante Téléverser |
| Église Saint-Christophe de Baron                     | Baron                                       |                                                       | 44° 49′ 19″ nord, 0° 18′ 44″ ouest                    | « PA00083123 »                                        | Classé                                                | 1908                                                  | Église Saint-Christophe de Baron |
| Château de Castegens                                 | Belvès-de-Castillon                         |                                                       | 44° 52′ 32″ nord, 0° 01′ 23″ ouest                    | « PA33000002 »                                        | Inscrit                                               | 1996                                                  | Château de Castegens |
| Château de Lagrave                                   | Bonzac                                      |                                                       | 45° 00′ 24″ nord, 0° 12′ 40″ ouest                    | « PA33000212 »                                        | Inscrit                                               | 2019                                                  | Image manquante Téléverser |
| Croix du cimetière de Bonzac                         | Bonzac                                      |                                                       | 45° 00′ 16″ nord, 0° 12′ 56″ ouest                    | « PA00083155 »                                        | Classé                                                | 1905                                                  | Croix du cimetière de Bonzac |
| Église Saint-Laurent de Bossugan                     | Bossugan                                    |                                                       | 44° 47′ 31″ nord, 0° 03′ 03″ ouest                    | « PA33000057 »                                        | Inscrit                                               | 2002                                                  | Église Saint-Laurent de Bossugan |
| Croix du cimetière de Branne                         | Branne                                      |                                                       | 44° 49′ 37″ nord, 0° 11′ 14″ ouest                    | « PA00083489 »                                        | Inscrit                                               | 1973                                                  | Croix du cimetière de Branne |
| Église Sainte-Eulalie de Cadarsac                    | Cadarsac                                    |                                                       | 44° 51′ 39″ nord, 0° 17′ 11″ ouest                    | « PA00083496 »                                        | Inscrit                                               | 1925                                                  | Église Sainte-Eulalie de Cadarsac |
| Église Saint-Symphorien de Castillon-la-Bataille     | Castillon-la-Bataille                       |                                                       | 44° 51′ 10″ nord, 0° 02′ 35″ ouest                    | « PA00083513 »                                        | Inscrit                                               | 1925                                                  | Église Saint-Symphorien de Castillon-la-Bataille |
| Porte de Fer                                         | Castillon-la-Bataille                       |                                                       | 44° 51′ 07″ nord, 0° 02′ 31″ ouest                    | « PA00083514 »                                        | Inscrit                                               | 1988                                                  | Porte de Fer |
| Église Saint-Michel de Civrac-sur-Dordogne           | Civrac-sur-Dordogne                         |                                                       | 44° 49′ 54″ nord, 0° 04′ 45″ ouest                    | « PA33000058 »                                        | Inscrit                                               | 2002                                                  | Église Saint-Michel de Civrac-sur-Dordogne |
| Église Saint-Philippe de Coubeyrac                   | Coubeyrac                                   |                                                       | 44° 47′ 06″ nord, 0° 03′ 37″ est                      | « PA00083525 »                                        | Inscrit                                               | 1925                                                  | Église Saint-Philippe de Coubeyrac |
| Église Saint-Jean-Baptiste de Coutras                | Coutras                                     |                                                       | 45° 02′ 27″ nord, 0° 07′ 48″ ouest                    | « PA00083527 »                                        | Inscrit                                               | 1925                                                  | Église Saint-Jean-Baptiste de Coutras |
| Puits Henri IV de Coutras                            | Coutras                                     |                                                       | 45° 02′ 26″ nord, 0° 07′ 42″ ouest                    | « PA00083528 »                                        | Classé                                                | 1911                                                  | Puits Henri IV de Coutras |
| Château de Curton                                    | Daignac                                     |                                                       | 44° 48′ 43″ nord, 0° 15′ 04″ ouest                    | « PA00083535 »                                        | Inscrit                                               | 1926                                                  | Château de Curton |
| Château de Preyssac                                  | Daignac                                     |                                                       | 44° 47′ 42″ nord, 0° 14′ 56″ ouest                    | « PA00083536 »                                        | Inscrit                                               | 1951                                                  | Château de Preyssac |
| Croix de cimetière de Daignac                        | Daignac                                     |                                                       | 44° 47′ 51″ nord, 0° 14′ 59″ ouest                    | « PA00083537 »                                        | Inscrit                                               | 1925                                                  | Croix de cimetière de Daignac |
| Église Notre-Dame de Doulezon                        | Doulezon                                    |                                                       | 44° 47′ 34″ nord, 0° 00′ 16″ ouest                    | « PA00083540 »                                        | Classé                                                | 2002                                                  | Église Notre-Dame de Doulezon |
| Église Notre-Dame d'Espiet                           | Espiet                                      |                                                       | 44° 48′ 22″ nord, 0° 15′ 59″ ouest                    | « PA33000165 »                                        | Inscrit                                               | 2012                                                  | Église Notre-Dame d'Espiet |
| Moulin Neuf                                          | Espiet                                      |                                                       | 44° 48′ 39″ nord, 0° 16′ 08″ ouest                    | « PA00083542 »                                        | Inscrit                                               | 1926                                                  | Moulin Neuf |
| Château du Barrail                                   | Eynesse                                     |                                                       | 44° 49′ 07″ nord, 0° 07′ 47″ est                      | « PA00083543 »                                        | Inscrit                                               | 1972                                                  | Image manquante Téléverser |
| Église Saint-Martin de Francs                        | Francs                                      |                                                       | 44° 56′ 44″ nord, 0° 00′ 27″ ouest                    | « PA00083547 »                                        | Classé                                                | 1908                                                  | Église Saint-Martin de Francs |
| Église Saint-Martin de Fronsac                       | Fronsac                                     |                                                       | 44° 55′ 21″ nord, 0° 16′ 21″ ouest                    | « PA00083548 »                                        | Inscrit                                               | 1925                                                  | Église Saint-Martin de Fronsac |
| Église Notre-Dame de Queynac                         | Galgon                                      |                                                       | 44° 59′ 07″ nord, 0° 17′ 32″ ouest                    | « PA00083556 »                                        | Inscrit                                               | 1925                                                  | Église Notre-Dame de Queynac |
| Église Saint-Seurin de Galgon                        | Galgon                                      |                                                       | 44° 59′ 29″ nord, 0° 16′ 18″ ouest                    | « PA00083555 »                                        | Inscrit                                               | 1925                                                  | Église Saint-Seurin de Galgon |
| Château la Pierrière                                 | Gardegan-et-Tourtirac                       |                                                       | 44° 53′ 30″ nord, 0° 02′ 57″ ouest                    | « PA33000185 »                                        | Inscrit                                               | 2015                                                  | Image manquante Téléverser |
| Château de Pitray                                    | Gardegan-et-Tourtirac                       |                                                       | 44° 54′ 00″ nord, 0° 01′ 39″ ouest                    | « PA33000134 »                                        | Inscrit                                               | 2010                                                  | Château de Pitray |
| Église Saint-Martin de Gardegan-et-Tourtirac         | Gardegan-et-Tourtirac                       |                                                       | 44° 54′ 02″ nord, 0° 01′ 09″ ouest                    | « PA00083557 »                                        | Inscrit                                               | 1925                                                  | Église Saint-Martin de Gardegan-et-Tourtirac |
| Église Saint-Pierre de Tourtirac                     | Gardegan-et-Tourtirac                       |                                                       | 44° 53′ 38″ nord, 0° 02′ 12″ ouest                    | « PA00083558 »                                        | Inscrit                                               | 1925                                                  | Église Saint-Pierre de Tourtirac |
| Chapelle Saint-Nicolas de Génissac                   | Génissac                                    |                                                       | 44° 52′ 20″ nord, 0° 14′ 45″ ouest                    | « PA33000044 »                                        | Inscrit                                               | 2001                                                  | Chapelle Saint-Nicolas de Génissac |
| Château de Génissac                                  | Génissac                                    |                                                       | 44° 50′ 46″ nord, 0° 14′ 48″ ouest                    | « PA00083559 »                                        | Inscrit                                               | 1978                                                  | Image manquante Téléverser |
| Croix                                                | Génissac                                    |                                                       | 44° 50′ 47″ nord, 0° 14′ 50″ ouest                    | « PA00083560 »                                        | Inscrit                                               | 1987                                                  | Image manquante Téléverser |
| Église Saint-Pierre de Gours                         | Gours                                       |                                                       | 44° 59′ 33″ nord, 0° 01′ 20″ est                      | « PA00083562 »                                        | Inscrit                                               | 1925                                                  | Église Saint-Pierre de Gours |
| Château de Franquinotte                              | Grézillac                                   |                                                       | 44° 49′ 28″ nord, 0° 13′ 09″ ouest                    | « PA33000004 »                                        | Inscrit                                               | 1996                                                  | Image manquante Téléverser |
| Château de Mouchac                                   | Grézillac                                   |                                                       | 44° 49′ 18″ nord, 0° 12′ 45″ ouest                    | « PA00083565 »                                        | Inscrit                                               | 1986                                                  | Image manquante Téléverser |
| Église Notre-Dame de Grézillac                       | Grézillac                                   |                                                       | 44° 49′ 05″ nord, 0° 12′ 59″ ouest                    | « PA00083566 »                                        | Inscrit                                               | 1965                                                  | Église Notre-Dame de Grézillac |
| Reposoir de Grézillac                                | Grézillac                                   |                                                       | 44° 49′ 05″ nord, 0° 13′ 01″ ouest                    | « PA00083567 »                                        | Inscrit                                               | 1965                                                  | Reposoir de Grézillac |
| Église Notre-Dame de Guîtres                         | Guîtres                                     |                                                       | 45° 02′ 24″ nord, 0° 11′ 14″ ouest                    | « PA00083568 »                                        | Classé                                                | 1901                                                  | Église Notre-Dame de Guîtres |
| Puits Henri IV de Guîtres                            | Guîtres                                     |                                                       | 45° 02′ 26″ nord, 0° 11′ 14″ ouest                    | « PA00083569 »                                        | Inscrit                                               | 1956                                                  | Puits Henri IV de Guîtres |
| Château d'Anglade                                    | Izon                                        |                                                       | 44° 55′ 55″ nord, 0° 21′ 02″ ouest                    | « PA00083573 »                                        | Inscrit                                               | 1965                                                  | Château d'Anglade |
| Église Saint-Martin d'Izon                           | Izon                                        |                                                       | 44° 55′ 16″ nord, 0° 21′ 55″ ouest                    | « PA00083574 »                                        | Inscrit                                               | 1925                                                  | Église Saint-Martin d'Izon |
| Dolmen de Curton                                     | Jugazan                                     |                                                       | 44° 46′ 21″ nord, 0° 09′ 26″ ouest                    | « PA00135178 »                                        | Inscrit                                               | 1995                                                  | Dolmen de Curton |
| Église Saint-Martin de Jugazan                       | Jugazan                                     |                                                       | 44° 46′ 51″ nord, 0° 09′ 20″ ouest                    | « PA00083575 »                                        | Inscrit                                               | 1966                                                  | Église Saint-Martin de Jugazan |
| Gisement préhistorique du Vidon                      | Juillac                                     |                                                       | 44° 48′ 42″ nord, 0° 02′ 08″ est                      | « PA00083576 »                                        | Classé                                                | 1940                                                  | Image manquante Téléverser |
| Église Saint-Pierre de Lagorce                       | Lagorce                                     |                                                       | 45° 04′ 16″ nord, 0° 08′ 17″ ouest                    | « PA00083580 »                                        | Inscrit                                               | 1925                                                  | Église Saint-Pierre de Lagorce |
| Château de Sales                                     | Lalande-de-Pomerol                          |                                                       | 44° 56′ 40″ nord, 0° 13′ 38″ ouest                    | « PA33000005 »                                        | Inscrit                                               | 1996                                                  | Image manquante Téléverser |
| Église Saint-Jean de Lalande-de-Pomerol              | Lalande-de-Pomerol                          |                                                       | 44° 57′ 20″ nord, 0° 12′ 32″ ouest                    | « PA00083583 »                                        | Classé                                                | 1943                                                  | Église Saint-Jean de Lalande-de-Pomerol |
| Croix de cimetière de la Lande-de-Fronsac            | Lande-de-Fronsac (La)                       |                                                       | 44° 58′ 44″ nord, 0° 22′ 55″ ouest                    | « PA33000034 »                                        | Inscrit                                               | 2000                                                  | Croix de cimetière de la Lande-de-Fronsac |
| Église Saint-Pierre de La Lande-de-Fronsac           | Lande-de-Fronsac (La)                       |                                                       | 44° 58′ 45″ nord, 0° 22′ 54″ ouest                    | « PA00083582 »                                        | Classé                                                | 1923                                                  | Église Saint-Pierre de La Lande-de-Fronsac |
| Caserne Lamarque                                     | Libourne                                    |                                                       | 44° 54′ 36″ nord, 0° 14′ 26″ ouest                    | « PA33000170 »                                        | Inscrit                                               | 2013                                                  | Image manquante Téléverser |
| Chapelle de Condat                                   | Libourne                                    |                                                       | 44° 53′ 46″ nord, 0° 14′ 33″ ouest                    | « PA00083594 »                                        | Inscrit                                               | 1925                                                  | Chapelle de Condat |
| Château du Pintey                                    | Libourne                                    |                                                       | 44° 56′ 01″ nord, 0° 14′ 34″ ouest                    | « PA00083595 »                                        | Inscrit                                               | 1974                                                  | Image manquante Téléverser |
| Château de Sales                                     | Libourne (également sur Lalande-de-Pomerol) |                                                       | 44° 56′ 40″ nord, 0° 13′ 38″ ouest                    | « PA33000006 »                                        | Inscrit                                               | 1996                                                  | Image manquante Téléverser |
| Couvent des Cordeliers de Libourne                   | Libourne                                    | 37 rue Jean-Jacques Rousseau                          | 44° 55′ 01″ nord, 0° 14′ 39″ ouest                    | « PA00083596 »                                        | Inscrit                                               | 1984                                                  | Couvent des Cordeliers de Libourne |
| Église Saint-Jean de Libourne                        | Libourne                                    | Place Saint-Jean                                      | 44° 54′ 46″ nord, 0° 14′ 44″ ouest                    | « PA33000011 »                                        | Inscrit                                               | 1997                                                  | Église Saint-Jean de Libourne |
| Hôtel de ville de Libourne                           | Libourne                                    |                                                       | 44° 54′ 52″ nord, 0° 14′ 43″ ouest                    | « PA00083597 »                                        | Classé                                                | 1908                                                  | Hôtel de ville de Libourne |
| Maison                                               | Libourne                                    | 19 rue du Président-Carnot                            | 44° 54′ 58″ nord, 0° 14′ 47″ ouest                    | « PA00083598 »                                        | Classé                                                | 1936                                                  | Maison |
| Monument aux Morts                                   | Libourne                                    | Jardin du Poilu                                       | 44° 54′ 50″ nord, 0° 14′ 27″ ouest                    | « PA33000177 »                                        | Inscrit                                               | 2014                                                  | Monument aux Morts |
| Porte du Port                                        | Libourne                                    |                                                       | 44° 54′ 59″ nord, 0° 14′ 49″ ouest                    | « PA00083599 »                                        | Classé                                                | 1921                                                  | Porte du Port |
| Synagogue de Libourne                                | Libourne                                    | 33 rue Lamothe                                        | 44° 54′ 46″ nord, 0° 14′ 42″ ouest                    | « PA00135179 »                                        | Inscrit                                               | 1995                                                  | Synagogue de Libourne |
| Église Saint-Martin de Lugaignac                     | Lugaignac                                   |                                                       | 44° 48′ 54″ nord, 0° 11′ 37″ ouest                    | « PA00083610 »                                        | Inscrit                                               | 1925                                                  | Église Saint-Martin de Lugaignac |
| Domaine du château de La Tour Ségur                  | Lussac                                      |                                                       | 44° 57′ 59″ nord, 0° 05′ 27″ ouest                    | « PA33000187 »                                        | Inscrit                                               | 2015                                                  | Domaine du château de La Tour Ségur |
| Église Saint-Martin de Margueron                     | Margueron                                   |                                                       | 44° 45′ 42″ nord, 0° 15′ 00″ est                      | « PA00083618 »                                        | Inscrit                                               | 1925                                                  | Église Saint-Martin de Margueron |
| Château de Beauséjour                                | Montagne                                    |                                                       | 44° 56′ 04″ nord, 0° 07′ 46″ ouest                    | « PA33000209 »                                        | Inscrit                                               | 2018                                                  | Image manquante Téléverser |
| Château de Malengin                                  | Montagne                                    |                                                       | 44° 54′ 26″ nord, 0° 04′ 48″ ouest                    | « PA00083638 »                                        | Inscrit                                               | 1978                                                  | Château de Malengin |
| Église Notre-Dame de Parsac                          | Montagne                                    |                                                       | 44° 54′ 26″ nord, 0° 05′ 52″ ouest                    | « PA00083640 »                                        | Classé                                                | 2002                                                  | Église Notre-Dame de Parsac |
| Église Saint-Georges de Montagne                     | Montagne                                    |                                                       | 44° 55′ 38″ nord, 0° 07′ 57″ ouest                    | « PA00083641 »                                        | Classé                                                | 1920                                                  | Église Saint-Georges de Montagne |
| Église Saint-Martin de Montagne                      | Montagne                                    |                                                       | 44° 55′ 50″ nord, 0° 07′ 46″ ouest                    | « PA00083639 »                                        | Classé                                                | 1908                                                  | Église Saint-Martin de Montagne |
| Église Saint-Fort de Mouillac                        | Mouillac                                    |                                                       | 45° 00′ 29″ nord, 0° 21′ 12″ ouest                    | « PA00083643 »                                        | Inscrit                                               | 1925                                                  | Église Saint-Fort de Mouillac |
| Chapelle de Villemartin                              | Mouliets-et-Villemartin                     |                                                       | 44° 50′ 05″ nord, 0° 02′ 02″ ouest                    | « PA00083644 »                                        | Classé                                                | 1920                                                  | Chapelle de Villemartin |
| Église Saint-Martin de Mouliets                      | Mouliets-et-Villemartin                     |                                                       | 44° 49′ 18″ nord, 0° 01′ 47″ ouest                    | « PA33000046 »                                        | Inscrit                                               | 2001                                                  | Image manquante Téléverser |
| Tour de l'Ansouhaite                                 | Moulon                                      |                                                       | 44° 50′ 31″ nord, 0° 13′ 40″ ouest                    | « PA00083646 »                                        | Inscrit                                               | 1966                                                  | Tour de l'Ansouhaite |
| Église Saint-Pierre de Naujan-et-Postiac             | Naujan-et-Postiac                           |                                                       | 44° 47′ 21″ nord, 0° 10′ 49″ ouest                    | « PA33000047 »                                        | Inscrit                                               | 2001                                                  | Église Saint-Pierre de Naujan-et-Postiac |
| Château de Siaurac                                   | Néac                                        |                                                       | 44° 56′ 28″ nord, 0° 10′ 22″ ouest                    | « PA33000199 »                                        | inscrit                                               | 2015                                                  | Château de Siaurac |
| Croix de cimetière de Nérigean                       | Nérigean                                    |                                                       | 44° 50′ 31″ nord, 0° 17′ 19″ ouest                    | « PA00083648 »                                        | Classé                                                | 1907                                                  | Croix de cimetière de Nérigean |
| Église Saint-Martin de Nérigean                      | Nérigean                                    |                                                       | 44° 50′ 30″ nord, 0° 17′ 18″ ouest                    | « PA00083649 »                                        | Inscrit                                               | 1926                                                  | Église Saint-Martin de Nérigean |
| Église Saint-Vincent de Pessac-sur-Dordogne          | Pessac-sur-Dordogne                         |                                                       | 44° 49′ 15″ nord, 0° 04′ 56″ est                      | « PA00083659 »                                        | Inscrit                                               | 2001                                                  | Église Saint-Vincent de Pessac-sur-Dordogne |
| Manoir de la Bernède                                 | Pessac-sur-Dordogne                         |                                                       | 44° 49′ 52″ nord, 0° 05′ 10″ est                      | « PA33000095 »                                        | Inscrit                                               | 2007                                                  | Image manquante Téléverser |
| Église Notre-Dame de Cornemps                        | Petit-Palais-et-Cornemps                    |                                                       | 44° 58′ 47″ nord, 0° 02′ 13″ ouest                    | « PA00083661 »                                        | Inscrit                                               | 1925                                                  | Église Notre-Dame de Cornemps |
| Église Saint-Pierre de Petit-Palais-et-Cornemps      | Petit-Palais-et-Cornemps                    |                                                       | 44° 58′ 54″ nord, 0° 03′ 45″ ouest                    | « PA00083660 »                                        | Classé                                                | 1846                                                  | Église Saint-Pierre de Petit-Palais-et-Cornemps |
| Croix de Gay                                         | Pomerol                                     |                                                       | 44° 56′ 01″ nord, 0° 11′ 51″ ouest                    | « PA00083668 »                                        | Inscrit                                               | 1987                                                  | Croix de Gay |
| Moulin du Barrage                                    | Porchères                                   |                                                       | 45° 01′ 14″ nord, 0° 00′ 08″ ouest                    | « PA33000096 »                                        | Inscrit                                               | 2007                                                  | Moulin du Barrage |
| Château de Monbadon                                  | Puisseguin                                  |                                                       | 44° 56′ 07″ nord, 0° 02′ 37″ ouest                    | « PA00083633 »                                        | Inscrit Inscrit                                       | 1964 2015                                             | Château de Monbadon |
| Église Saint-Martin de Monbadon                      | Puisseguin                                  |                                                       | 44° 56′ 11″ nord, 0° 02′ 48″ ouest                    | « PA00083634 »                                        | Inscrit                                               | 1925                                                  | Église Saint-Martin de Monbadon |
| Église Saint-Pierre de Puisseguin                    | Puisseguin                                  |                                                       | 44° 55′ 23″ nord, 0° 04′ 23″ ouest                    | « PA00083687 »                                        | Classé                                                | 1914                                                  | Église Saint-Pierre de Puisseguin |
| Château de Pujols                                    | Pujols                                      |                                                       | 44° 48′ 30″ nord, 0° 01′ 52″ ouest                    | « PA00083688 »                                        | Inscrit                                               | 1925                                                  | Château de Pujols |
| Église Saint-Pierre de Pujols                        | Pujols                                      |                                                       | 44° 48′ 34″ nord, 0° 01′ 54″ ouest                    | « PA00083689 »                                        | Classé                                                | 1846                                                  | Église Saint-Pierre de Pujols |
| Église Saint-Hilaire de Puynormand                   | Puynormand                                  |                                                       | 44° 58′ 56″ nord, 0° 00′ 12″ ouest                    | « PA00083692 »                                        | Inscrit                                               | 1925                                                  | Église Saint-Hilaire de Puynormand |
| Ancien château de Rauzan                             | Rauzan                                      |                                                       | 44° 46′ 50″ nord, 0° 07′ 36″ ouest                    | « PA00083693 »                                        | Classé                                                | 1862                                                  | Ancien château de Rauzan |
| Enceinte du château de Rauzan                        | Rauzan                                      |                                                       | 44° 46′ 50″ nord, 0° 07′ 36″ ouest                    | « PA00125244 »                                        | Inscrit                                               | 1993                                                  | Image manquante Téléverser |
| Église Saint-Pierre de Rauzan                        | Rauzan                                      |                                                       | 44° 46′ 46″ nord, 0° 07′ 44″ ouest                    | « PA33000049 »                                        | Classé                                                | 2003                                                  | Église Saint-Pierre de Rauzan |
| Château de Carles                                    | Saillans                                    |                                                       | 44° 57′ 49″ nord, 0° 16′ 07″ ouest                    | « PA00083904 »                                        | Inscrit                                               | 1991                                                  | Château de Carles |
| Croix de cimetière de Saillans                       | Saillans                                    |                                                       | 44° 57′ 30″ nord, 0° 16′ 27″ ouest                    | « PA00083708 »                                        | Classé                                                | 1907                                                  | Croix de cimetière de Saillans |
| Église Saint-Seurin de Saillans                      | Saillans                                    |                                                       | 44° 57′ 30″ nord, 0° 16′ 25″ ouest                    | « PA00083709 »                                        | Inscrit                                               | 1925                                                  | Église Saint-Seurin de Saillans |
| Église de Saint-Aignan                               | Saint-Aignan                                |                                                       | 44° 56′ 37″ nord, 0° 17′ 53″ ouest                    | « PA00083710 »                                        | Inscrit                                               | 1925                                                  | Église de Saint-Aignan |
| Église Notre-Dame de Saint-Aubin-de-Branne           | Saint-Aubin-de-Branne                       |                                                       | 44° 48′ 30″ nord, 0° 10′ 16″ ouest                    | « PA00083713 »                                        | Inscrit                                               | 1925                                                  | Église Notre-Dame de Saint-Aubin-de-Branne |
| Château Laroque                                      | Saint-Christophe-des-Bardes                 |                                                       | 44° 53′ 27″ nord, 0° 07′ 10″ ouest                    | « PA33000204 »                                        | Inscrit                                               | 2016                                                  | Château Laroque |
| Église de Saint-Christophe-des-Bardes                | Saint-Christophe-des-Bardes                 |                                                       | 44° 53′ 49″ nord, 0° 07′ 20″ ouest                    | « PA00083718 »                                        | Classé                                                | 1908                                                  | Église de Saint-Christophe-des-Bardes |
| Église Saint-Cyr de Saint-Ciers-d'Abzac              | Saint-Ciers-d'Abzac                         |                                                       | 45° 01′ 51″ nord, 0° 16′ 28″ ouest                    | « PA00083719 »                                        | Inscrit                                               | 1925                                                  | Église Saint-Cyr de Saint-Ciers-d'Abzac |
| Église de Saint-Denis-de-Pile                        | Saint-Denis-de-Pile                         |                                                       | 44° 59′ 40″ nord, 0° 12′ 20″ ouest                    | « PA00083721 »                                        | Classé                                                | 1862                                                  | Église de Saint-Denis-de-Pile |
|                                                      | Saint-Émilion                               | Voir liste des monuments historiques de Saint-Émilion | Voir liste des monuments historiques de Saint-Émilion | Voir liste des monuments historiques de Saint-Émilion | Voir liste des monuments historiques de Saint-Émilion | Voir liste des monuments historiques de Saint-Émilion | Voir liste des monuments historiques de Saint-Émilion |
| Château Fombrauge                                    | Saint-Étienne-de-Lisse                      |                                                       | 44° 52′ 58″ nord, 0° 06′ 33″ ouest                    | « PA33000090 »                                        | Inscrit                                               | 2006                                                  | Image manquante Téléverser |
| Église de Saint-Étienne-de-Lisse                     | Saint-Étienne-de-Lisse                      |                                                       | 44° 52′ 47″ nord, 0° 05′ 51″ ouest                    | « PA00083737 »                                        | Inscrit                                               | 1925                                                  | Église de Saint-Étienne-de-Lisse |
| Manoir de Gravoux                                    | Saint-Genès-de-Castillon                    |                                                       | 44° 53′ 32″ nord, 0° 03′ 16″ ouest                    | « PA00083741 »                                        | Inscrit                                               | 1964                                                  | Manoir de Gravoux |
| Église de Saint-Genès-de-Fronsac                     | Saint-Genès-de-Fronsac                      |                                                       | 45° 01′ 26″ nord, 0° 21′ 23″ ouest                    | « PA00083743 »                                        | Inscrit                                               | 1925                                                  | Église de Saint-Genès-de-Fronsac D'après une précision dans l'article de la commune, l'église serait dédiée à Saint-Bartélemy. Cette information est non avérée sauf la présence d'un tableau dudit saint dans la base Palissy. |
| Château de La Roque                                  | Saint-Germain-de-la-Rivière                 |                                                       | 44° 57′ 02″ nord, 0° 19′ 46″ ouest                    | « PA33000093 »                                        | Classé                                                | 2006                                                  | Image manquante Téléverser |
| Croix de cimetière de Saint-Germain-de-la-Rivière    | Saint-Germain-de-la-Rivière                 |                                                       | 44° 56′ 51″ nord, 0° 19′ 58″ ouest                    | « PA00083746 »                                        | Classé                                                | 1905                                                  | Croix de cimetière de Saint-Germain-de-la-Rivière |
| Ermitage Saint-Aubin                                 | Saint-Germain-de-la-Rivière                 |                                                       | 44° 57′ 08″ nord, 0° 19′ 13″ ouest                    | « PA00083747 »                                        | Inscrit                                               | 1925                                                  | Image manquante Téléverser |
| Gisement préhistorique                               | Saint-Germain-de-la-Rivière                 |                                                       | 44° 56′ 59″ nord, 0° 19′ 55″ ouest                    | « PA00083748 »                                        | Classé                                                | 1935                                                  | Image manquante Téléverser |
| Gisement préhistorique de Pille Bourse               | Saint-Germain-de-la-Rivière                 |                                                       | 44° 56′ 59″ nord, 0° 19′ 57″ ouest                    | « PA00083749 »                                        | Classé                                                | 1959                                                  | Image manquante Téléverser |
| Croix de cimetière                                   | Saint-Jean-de-Blaignac                      |                                                       | 44° 48′ 45″ nord, 0° 08′ 23″ ouest                    | « PA33000050 »                                        | Inscrit                                               | 2001                                                  | Croix de cimetière |
| Église de Saint-Jean-de-Blaignac                     | Saint-Jean-de-Blaignac                      |                                                       | 44° 48′ 45″ nord, 0° 08′ 24″ ouest                    | « PA00083753 »                                        | Classé                                                | 2002                                                  | Église de Saint-Jean-de-Blaignac |
| Église de Saint-Magne-de-Castillon                   | Saint-Magne-de-Castillon                    |                                                       | 44° 51′ 51″ nord, 0° 03′ 52″ ouest                    | « PA00083777 »                                        | Inscrit                                               | 1925                                                  | Église de Saint-Magne-de-Castillon |
| Église de Saint-Martin-de-Laye                       | Saint-Martin-de-Laye                        |                                                       | 45° 02′ 09″ nord, 0° 13′ 06″ ouest                    | « PA00083781 »                                        | Inscrit                                               | 1925                                                  | Église de Saint-Martin-de-Laye |
| Église Sainte-Radegonde de Saint-Médard-de-Guizières | Saint-Médard-de-Guizières                   |                                                       | 45° 00′ 56″ nord, 0° 03′ 31″ ouest                    | « PA00083784 »                                        | Inscrit                                               | 1925                                                  | Église Sainte-Radegonde de Saint-Médard-de-Guizières |
| Église de Saint-Michel-de-Fronsac                    | Saint-Michel-de-Fronsac                     |                                                       | 44° 55′ 47″ nord, 0° 18′ 05″ ouest                    | « PA00083788 »                                        | Inscrit                                               | 1925                                                  | Église de Saint-Michel-de-Fronsac |
| Croix de cimetière de Saint-Pey-d'Armens             | Saint-Pey-d'Armens                          |                                                       | 44° 51′ 21″ nord, 0° 06′ 49″ ouest                    | « PA00083796 »                                        | Classé                                                | 1907                                                  | Croix de cimetière de Saint-Pey-d'Armens |
| Église Saint-Pierre-aux-Liens de Saint-Pey-d'Armens  | Saint-Pey-d'Armens                          |                                                       | 44° 51′ 21″ nord, 0° 06′ 48″ ouest                    | « PA00083797 »                                        | Inscrit                                               | 1925                                                  | Église Saint-Pierre-aux-Liens de Saint-Pey-d'Armens |
| Église Saint-Pierre de Saint-Pey-de-Castets          | Saint-Pey-de-Castets                        |                                                       | 44° 48′ 41″ nord, 0° 04′ 07″ ouest                    | « PA33000022 »                                        | Inscrit                                               | 1999                                                  | Église Saint-Pierre de Saint-Pey-de-Castets |
| Église de Saint-Philippe-d'Aiguille                  | Saint-Philippe-d'Aiguille                   |                                                       | 44° 54′ 50″ nord, 0° 01′ 54″ ouest                    | « PA00083798 »                                        | Classé                                                | 1920                                                  | Église de Saint-Philippe-d'Aiguille |
| Château de Bisqueytan                                | Saint-Quentin-de-Baron                      |                                                       | 44° 49′ 02″ nord, 0° 17′ 10″ ouest                    | « PA33000010 »                                        | Inscrit                                               | 1996                                                  | Château de Bisqueytan |
| Église de Saint-Quentin-de-Baron                     | Saint-Quentin-de-Baron                      |                                                       | 44° 49′ 33″ nord, 0° 17′ 17″ ouest                    | « PA00083800 »                                        | Classé                                                | 2004                                                  | Église de Saint-Quentin-de-Baron |
| Cimetière de Saint-Romain-la-Virvée                  | Saint-Romain-la-Virvée                      |                                                       | 44° 57′ 57″ nord, 0° 23′ 56″ ouest                    | « PA00083801 »                                        | Inscrit                                               | 1974                                                  | Cimetière de Saint-Romain-la-Virvée |
| Église de Saint-Romain-la-Virvée                     | Saint-Romain-la-Virvée                      |                                                       | 44° 57′ 57″ nord, 0° 23′ 58″ ouest                    | « PA33000084 »                                        | Inscrit                                               | 2005                                                  | Église de Saint-Romain-la-Virvée |
| Château de Lescours                                  | Saint-Sulpice-de-Faleyrens                  |                                                       | 44° 52′ 42″ nord, 0° 11′ 40″ ouest                    | « PA33000197 »                                        | Inscrit                                               | 2015                                                  | Château de Lescours |
| Église de Saint-Sulpice-de-Faleyrens                 | Saint-Sulpice-de-Faleyrens                  |                                                       | 44° 52′ 28″ nord, 0° 11′ 28″ ouest                    | « PA00083807 »                                        | Inscrit                                               | 2008                                                  | Église de Saint-Sulpice-de-Faleyrens |
| Menhir de Peyrefitte                                 | Saint-Sulpice-de-Faleyrens                  |                                                       | 44° 53′ 21″ nord, 0° 12′ 16″ ouest                    | « PA00083808 »                                        | Classé                                                | 1889                                                  | Menhir de Peyrefitte |
| Église de Saint-Vincent-de-Pertignas                 | Saint-Vincent-de-Pertignas                  |                                                       | 44° 47′ 56″ nord, 0° 06′ 41″ ouest                    | « PA00083811 »                                        | Classé                                                | 2002                                                  | Église de Saint-Vincent-de-Pertignas |
| Église de Sainte-Colombe                             | Sainte-Colombe                              |                                                       | 44° 52′ 41″ nord, 0° 04′ 11″ ouest                    | « PA00083815 »                                        | Classé                                                | 1908                                                  | Église de Sainte-Colombe |
| Église de Sainte-Florence                            | Sainte-Florence                             |                                                       | 44° 48′ 44″ nord, 0° 05′ 28″ ouest                    | « PA00083817 »                                        | Inscrit                                               | 2002                                                  | Église de Sainte-Florence |
| Maison à pans de bois                                | Sainte-Foy-la-Grande                        | 94-96 rue de la République                            | 44° 50′ 32″ nord, 0° 13′ 04″ est                      | « PA00083821 »                                        | Inscrit                                               | 1955                                                  | Maison à pans de bois |
| Maison d'angle à tourelle                            | Sainte-Foy-la-Grande                        | 102 rue de la République 25 rue Jean-Jacques-Rousseau | 44° 50′ 32″ nord, 0° 13′ 05″ est                      | « PA00083822 »                                        | Inscrit                                               | 1955                                                  | Maison d'angle à tourelle |
| Maison d'angle à tourelle                            | Sainte-Foy-la-Grande                        | 53 rue de la République 27 rue Victor-Hugo            | 44° 50′ 30″ nord, 0° 13′ 00″ est                      | « PA00083819 »                                        | Inscrit                                               | 1955                                                  | Maison d'angle à tourelle |
| Maison d'angle                                       | Sainte-Foy-la-Grande                        | 58 rue de la République 23-25 rue Victor-Hugo         | 44° 50′ 31″ nord, 0° 13′ 00″ est                      | « PA00083820 »                                        | Inscrit                                               | 1955                                                  | Maison d'angle |
| Monument aux morts                                   | Sainte-Foy-la-Grande                        | Place Aristide-Briand                                 | 44° 50′ 23″ nord, 0° 13′ 18″ est                      | « PA33000180 »                                        | Inscrit                                               | 2014                                                  | Monument aux morts |
| Tour du Temple                                       | Sainte-Foy-la-Grande                        |                                                       | 44° 50′ 31″ nord, 0° 12′ 56″ est                      | « PA00083818 »                                        | Inscrit                                               | 1967                                                  | Tour du Temple |
| Église Sainte-Radegonde                              | Sainte-Radegonde                            |                                                       | 44° 48′ 20″ nord, 0° 00′ 58″ est                      | « PA00083823 »                                        | Classé                                                | 2001                                                  | Église Sainte-Radegonde |
| Maison noble de Pilets                               | Sainte-Radegonde                            |                                                       | 44° 48′ 20″ nord, 0° 00′ 55″ est                      | « PA00083824 »                                        | Inscrit                                               | 1988                                                  | Maison noble de Pilets |
| Église Saint-Alexis de Sainte-Terre                  | Sainte-Terre                                |                                                       | 44° 49′ 43″ nord, 0° 06′ 47″ ouest                    | « PA00083825 »                                        | Inscrit                                               | 1925                                                  | Église Saint-Alexis de Sainte-Terre |
| Pey-Landry                                           | Salles-de-Castillon (Les)                   |                                                       | 44° 54′ 48″ nord, 0° 01′ 10″ ouest                    | « PA00083827 »                                        | Classé                                                | 1889                                                  | Image manquante Téléverser |
| Église Saint-Pierre des Salles-de-Castillon          | Salles-de-Castillon (Les)                   |                                                       | 44° 54′ 39″ nord, 0° 00′ 05″ ouest                    | « PA00083828 »                                        | Inscrit                                               | 1925                                                  | Église Saint-Pierre des Salles-de-Castillon |
| Menhir de Clotte                                     | Salles-de-Castillon (Les)                   |                                                       | 44° 54′ 54″ nord, 0° 00′ 49″ ouest                    | « PA00083829 »                                        | Classé                                                | 1889                                                  | Image manquante Téléverser |
| Église Notre-Dame de Tayac                           | Tayac                                       |                                                       | 44° 57′ 14″ nord, 0° 00′ 38″ ouest                    | « PA00083851 »                                        | Inscrit                                               | 1925                                                  | Église Notre-Dame de Tayac |
| Église Notre-Dame de Tizac-de-Curton                 | Tizac-de-Curton                             |                                                       | 44° 49′ 15″ nord, 0° 15′ 02″ ouest                    | « PA00083853 »                                        | Inscrit                                               | 1925                                                  | Église Notre-Dame de Tizac-de-Curton |
| Maison noble de Taillefer                            | Tizac-de-Lapouyade                          |                                                       | 45° 04′ 47″ nord, 0° 19′ 43″ ouest                    | « PA33000104 »                                        | Inscrit                                               | 2008                                                  | Image manquante Téléverser |
| Château de Vayres                                    | Vayres                                      |                                                       | 44° 54′ 01″ nord, 0° 18′ 59″ ouest                    | « PA00083856 »                                        | Classé                                                | 2000                                                  | Château de Vayres |
| Église Saint-Pierre de Villegouge portail roman      | Villegouge                                  | Allée de l'Église                                     | 44° 58′ 02″ nord, 0° 18′ 22″ ouest                    | « PA00083862 »                                        | Classé                                                | 1908                                                  | Église Saint-Pierre de Villegougeportail roman |
| Monument aux morts                                   | Villegouge                                  | Rue Principale                                        | 44° 58′ 03″ nord, 0° 18′ 24″ ouest                    | « PA33000182 »                                        | Inscrit                                               | 2014                                                  | Monument aux morts |